# Низенко, Иван Иванович
Иван Иванович Низенко (1926—2013) — советский инженер и организатор промышленного производства, директор заводов «Прибой» (1969—1978), «Электроаппарат» (1978—1980) и Таганрогского опытного завода «Бриг» (1980—1982).

## Биография
Родился 14 ноября 1926 года в селе Каракупинское Кустанайского округа (ныне — Федоровского района Кустанайской области Казахстана) в крестьянской семье, позже семья переехала на постоянное место жительства в Краснодарский край.
С 1932 по 1941 годы обучался в сельской школе, с 1941 года во время начала Великой Отечественной войны после окончания девяти классов, в возрасте пятнадцати лет начал свою трудовую деятельность в местном колхозе.
С 1943 года в возрасте семнадцати лет был призван в ряды Рабоче-Крестьянской Красной армии и направлен в действующую армию на фронт. Участник Великой Отечественной войны в составе 686-го отдельного сапёрного батальона 395-й стрелковой дивизии 37-й армии, с 1944 года в составе 46-го гвардейского стрелкового полка 16-й гвардейской стрелковой дивизии 36-го гвардейского стрелкового корпуса — сержант в должности сапёра, в последующем гвардии лейтенант, командир сапёрного взвода. Воевал в составе Северо-Кавказского, 1-го Украинского и 3-го Белорусского фронтов, участник освобождении Кубани и Тамани, в боях был дважды ранен, один раз тяжело, после лечения в военных госпиталях был комиссован как инвалид войны. За участие в войне и проявленные при этом мужество и героизм был награждён орденами Отечественной войны 1-й степени и Красной Звезды, а так же медалью «За боевые заслуги».
С 1945 по 1948 годы проходил обучение в Московском электромеханическом техникуме.
С 1948 года направлен в город Таганрог. С 1948 по 1967 годы работал в должностях — техника, техника-конструктора, регулировщика, инженера, старшего инженера, начальника лаборатории и заместителя главного инженера — главного конструктора Таганрогского завода «Прибой», будучи главным конструктором И. И. Низенко руководил работами по разработке первой гидроакустической станции миноискания. С 1953 по 1956 годы обучался на заочном отделении Харьковского политехнического института имени В. И. Ленина.
С 1967 по 1969 годы работал главным инженером, с 1969 по 1978 годы, в течение девяти лет, И. И. Низенко являлся — директором Таганрогского завода «Прибой». С 1978 по 1980 годы был — директором Ростовского завода «Электроаппарат». С 1980 по 1982 годы работал — директором Таганрогского опытного завода «Бриг» Министерства оборонной промышленности СССР. Помимо основной деятельности избирался депутатом Таганрогского исполнительного комитета Совета народных депутатов. За свои трудовые достижения Указом Президиума Верховного Совета СССР награждался Орденом Ленина, Орденом Октябрьской революции и Орденом Трудового Красного Знамени.
В дальнейшем был направлен для работы в город Киев Украинской ССР. Скончался 7 января 2013 года и похоронен в городе Киеве.

## Награды
- Орден Ленина
- Орден Октябрьской революции
- Орден Отечественной войны I степени (06.04.1985[2])
- Орден Трудового Красного Знамени
- Орден Красной Звезды (24.02.1945)
- Медаль «За боевые заслуги» (20.10.1943)

### Звание
Почётный радист СССР (1969)